# Deutz D 6005

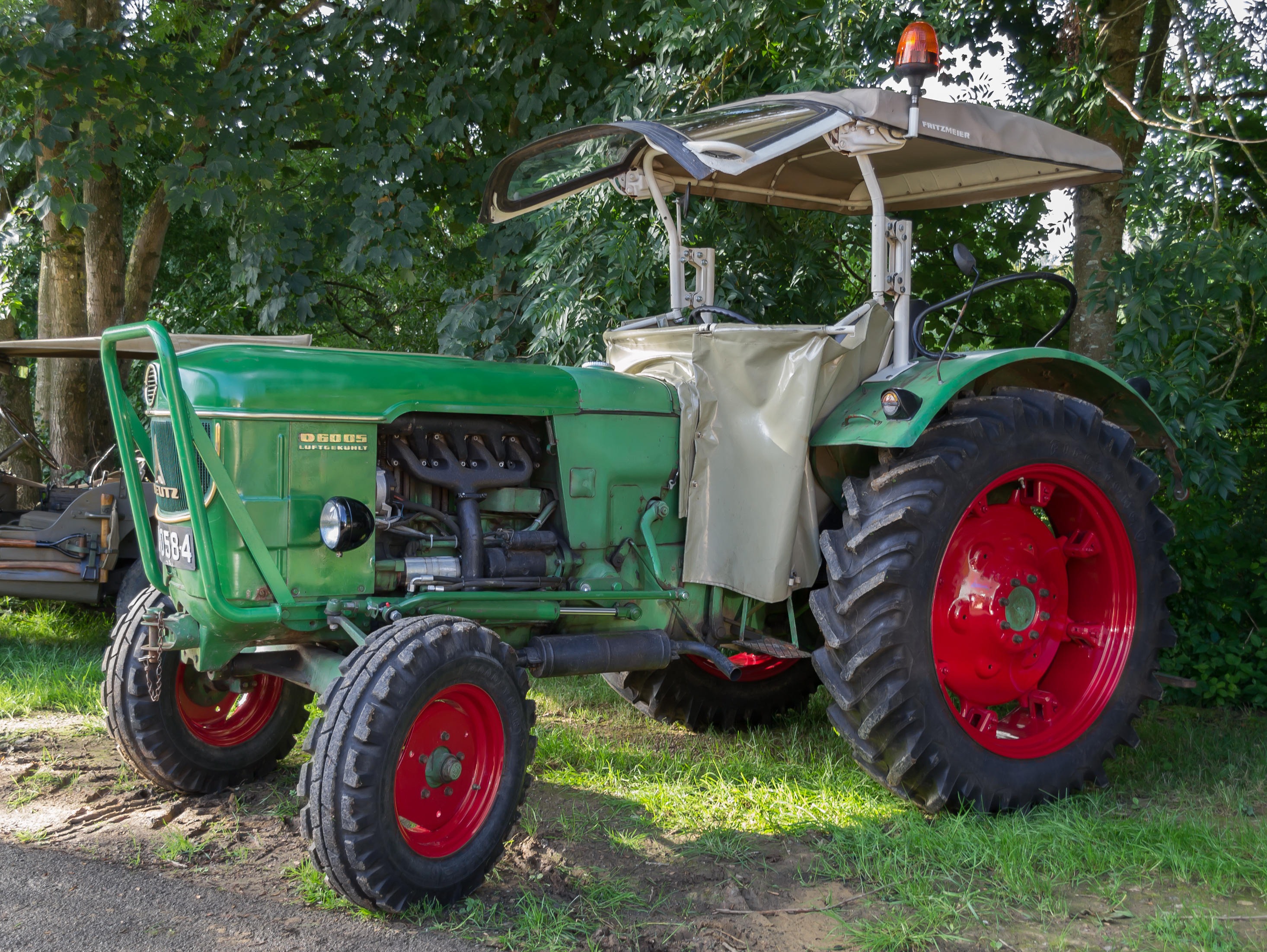
Deutz D 6005

Der Deutz D 6005 ist ein Traktor der Marke Deutz aus der Deutz D-05-Serie, der von 1966 bis 1967 in den Deutz-Werken in Köln produziert wurde. Die Allradversion des D 6005 trägt die Bezeichnung D 6005 A. Da er der erste Deutz Schlepper mit Direkteinspritzung war, galt er als Meilenstein für die weitere Entwicklung von Deutz. Insgesamt wurden von diesem Deutz-Modell 3600 Stück produziert.
Der in rahmenloser Blockbauweise konstruierte Traktor besitzt ein Klauenschaltgetriebe vom Typ TW 55 mit 9 Vorwärts- und 3 Rückwärtsgängen. Der F4L812D-Motor des Deutz D 6005 war ein luftgekühlter Vierzylinder-Viertakt-Reihen-Direkteinspritz-Dieselmotor und mit einem Axial-Kühlgebläse. Zu den besonderen Eigenschaften des Motors gehören die Kurbelwelle mit Massenausgleich, der Ölspülluftfilter sowie die arretierbare Drehzahl. Bei 2300 Umdrehungen pro Minute brachte dieser eine Nennleistung von 58 PS (42,5 kW). Bei einer Länge von 3670 mm und einer Breite von 1950 mm betrug das Leergewicht des Schleppers 2565 kg. Die Höchstgeschwindigkeit des Deutz D 6005 lag bei 27,6 km/h.